# Cilindro urinario

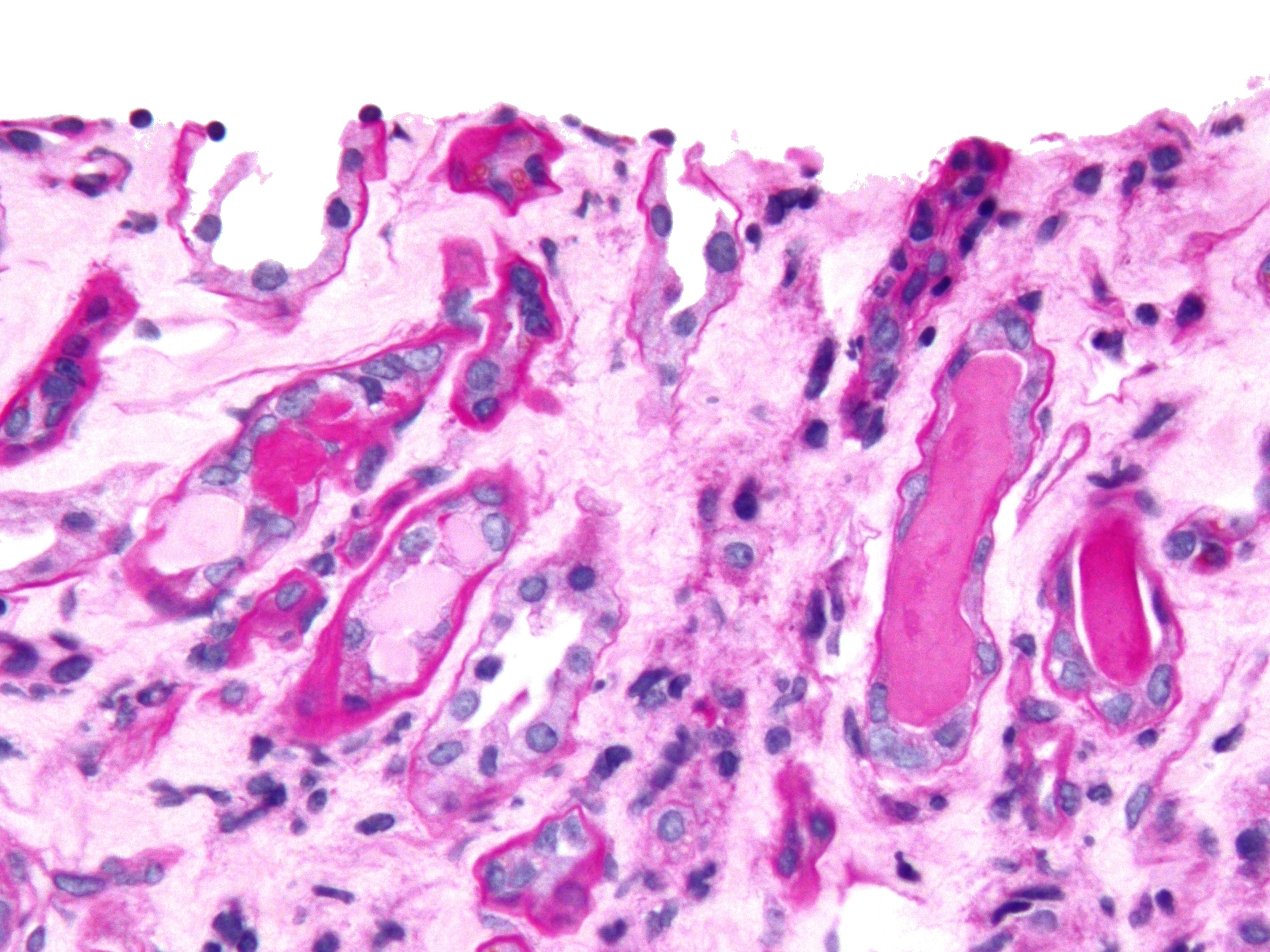
Micrografia effettuata su un campione ottenuto tramite biopsia renale. I cilindri ialini sono positivi alla reazione PAS (rosa scuro/rosso - a destra dell'immagine). I cilindri mielomatosi sono negativi (rosa pallido - a sinistra dell'immagine).

I cilindri urinari sono aggregati di forma cilindrica prodotti dal rene e rintracciabili nell'urina in alcune condizioni patologiche. Si formano nel tubulo contorto distale e nel dotto collettore del nefrone, quindi passano nell'urina, dove possono essere individuati mediante l'esame microscopico del sedimento urinario.
I cilindri si formano in seguito alla precipitazione della proteina di Tamm-Horsfall, secreta dalle cellule tubulari, e talvolta dell'albumina in caso di proteinuria elevata. La formazione dei cilindri aumenta nelle condizioni che favoriscono la denaturazione e la precipitazione delle proteine (basso flusso urinario, basso pH, elevata concentrazione di sali): tutte queste condizioni infatti aumentano la precipitazione della proteina di Tamm-Horsfall.
La caratteristica forma dei cilindri è dovuta alla loro formazione nel lume del tubulo distale, che quindi funge da stampo. In tutti i casi è presente una base, o matrice, di natura mucoproteica (il cilindro ialino), nella quale possono essere inclusi o adesi diversi elementi. La natura di questi ultimi definisce il tipo di cilindro.

## Cilindri acellulari

### Cilindri ialini
Rappresentano il tipo più comune di cilindro e si formano per solidificazione della proteina di Tamm-Horsfall secreta dalle cellule tubulari. La presenza di urine concentrate, il pH acido e un basso flusso urinario possono favorire la formazione dei cilindri ialini, riscontrabili, talvolta, anche in individui normali in caso di disidratazione o esercizio fisico intenso. I cilindri ialini sono chiari e trasparenti, con un basso indice rifrattivo: per questo motivo possono sfuggire all'osservazione di routine. L'identificazione è più agevole con il microscopio a contrasto di fase. Data la presenza ubiquitaria della proteina di Tamm-Horsfall, altri tipi di cilindri si possono formare per inclusione o adesione di altri elementi alla base ialina.

### Cilindri granulari
Rappresentano il secondo tipo di cilindro per frequenza e possono formarsi in seguito alla rottura dei cilindri cellulari o per inclusione di aggregati di proteine plasmatiche (come l'albumina) o di catene leggere delle immunoglobuline. A seconda della dimensione delle inclusioni, essi si suddividono in fini e grossolani, sebbene tale distinzione non abbia significato clinico. Spesso hanno forma di sigaro ed indice di rifrazione maggiore rispetto ai cilindri ialini. Per quanto, il più delle volte, siano indicativi di malattia renale cronica, anche questi, come i cilindri ialini, possono essere rinvenuti nelle urine subito dopo un esercizio fisico intenso.

### Cilindri cerei
Questo tipo di cilindro è solitamente associato a condizioni di malattia renale cronica associata a scarsa produzione di urine (come gli stadi avanzati dell'insufficienza renale cronica o, tipicamente, l'amiloidosi renale). Poiché si formano all'interno di dotti patologici, spesso dilatati, questi cilindri sono più grandi di quelli ialini; inoltre hanno un indice di rifrazione più alto e sono più rigidi, con estremità appuntite e punti di rottura.

### Cilindri lipidici
Si tratta di cilindri ialini con inclusione di globuli di grasso, di colore giallastro, formati dalla rottura di cellule epiteliali ricche di lipidi. Se contengono colesterolo o esteri di colesterolo, assumono un tipico aspetto a "croce di Malta" al microscopio a luce polarizzata. Possono comparire in varie malattie, in particolare nei casi di sindrome nefrosica con elevata perdita urinaria di proteine, nella nefropatia diabetica, nella nefrite lupica e nei casi di estesa necrosi cellulare.

### Cilindri pigmentari
Si formano in seguito all'adesione di prodotti del catabolismo o di sostanze derivate da farmaci. I pigmenti possono essere endogeni, ossia formati nell'organismo, come l'emoglobina nelle anemie emolitiche, la mioglobina nella rabdomiolisi e la bilirubina in alcune malattie epatiche; talvolta derivano da farmaci, come la fenazopiridina.

## Cilindri cellulari

### Cilindri eritrocitari
La presenza di globuli rossi in un cilindro è sempre patologica ed è fortemente sospetta di danno glomerulare, sia nelle glomerulonefriti (come la glomerulonefrite post-streptococcica e la nefrite lupica), sia in alcune vasculiti come la granulomatosi di Wegener e la sindrome di Goodpasture. In caso di ematuria, la presenza di questo tipo di cilindri ne dimostra l'origine renale. Essi possono essere riscontrati anche in caso di infarto renale e di endocardite batterica subacuta, ma sono più frequenti nella sindrome nefritica. Hanno colore marroncino-giallastro e forma cilindrica con estremità irregolari; essendo piuttosto fragili, per una corretta identificazione richiedono l'esame di un campione urinario fresco.

### Cilindri leucocitari
Formati dall'aggregazione di globuli bianchi, sono indicativi di stati infettivi o infiammatori e quindi fortemente suggestivi di pielonefrite, un'infezione del rene. Si possono osservare anche in stati infiammatori come la nefropatia tubulointerstiziale di origine allergica, la sindrome nefrosica e la glomerulonefrite post-streptococcica. A volte possono essere necessarie particolari colorazioni per distinguere tra globuli bianchi e cellule epiteliali. La presenza della matrice ialina distingue i cilindri dai semplici aggregati di leucociti.

### Cilindri batterici
Piuttosto rari, si osservano talvolta nelle pielonefriti, assieme a leucociti e a cilindri leucocitari. Possono essere confusi con fini cilindri granulari.

### Cilindri epiteliali
Si formano per inclusione o adesione alla matrice di cellule epiteliali desquamate dal tubulo. Le cellule possono aderire in modo disordinato o in foglietti e si distinguono dai nuclei grandi e tondeggianti e dallo scarso citoplasma. Si possono osservare nella necrosi tubulare acuta e in alcune intossicazioni, come quella da mercurio, glicole dietilenico e da salicilato. Cilindri epiteliali possono formarsi in seguito ad infezioni che provocano morte cellulare, come quella da citomegalovirus e le epatiti virali.